# Elfrída
Elfrída je ženské křestní jméno. Pochází ze staroanglického jména Ælfþryð znamenající Elfí síla (moudrá rádce). Ælfþryð byla anglická královna z 10. století.
Další varianty mohou být Elfreda, Elfrida, Alfrida, Elfrieda, Elfriede, Elftrude či Elftraut.
Jelikož jméno znamená moudrý rádce, tak elfové jsou považováni za velmi mocné, kouzelné bytosti, kteří jsou čas od času příčinou záhadných a nevysvětlitelných chorob, ale též proroctví a vizí. Magická elfí kouzla mají vliv na smrtelníka. Anglosaští šlechtici ve středověku chtěli spojit tuto sílu se jmény jejich dětí.

## Známé nositelky
- Svatá Ælfthryth z Crowlandu
- Ælfthryth, manželka krále Coenwulfa z Mercie
- Ælfthryth, hraběnka Flandersská, dcera krále Alfreda Velikého
- Elftrude, dcera Adele Vermadois a Arnulfa I. Flanderský
- Ælfthryth, manželka Edgarova, krále Anglie

- Elfrida Andrée, švédská skladatelka
- Elfriede Geiringer, židovská přeživší holokaustu, druhá žena Otty Franka
- Elfriede Gerstl, rakousko-židovská spisovatelka
- Elfriede Jelineková, rakouská spisovatelka
- Elfriede Rinkel, ochrankářka z koncentračního tábora v Ravensbrücku
- Elfriede Rathbone, pedagožka
- Elfriede Trötschel, německá sopranistka
- Alfréda Zelinka, dcera herečky Marie Doležalové